# Église Notre-Dame de Givet
Pour les articles homonymes, voir Église Notre-Dame.
L'église Notre-Dame est l'une des églises de la commune de Givet. Située au « Petit-Givet », sur la rive droite de la Meuse.

## Histoire
L'église Notre-Dame avait été fondée sur l'emplacement d'une ancienne église médiévale dont la fondation initiale remonterait à fin du IIIe début IVe siècle  mais dont la réalisation est généralement attribuée à saint Hubert, évêque de Liège dans les années 720.
Détruite en 1696, elle a été reconstruite entre 1729 et 1732. Au moment de l'agrandissement de l'église au XVIIIe siècle l'implantation a été inversée : le chœur actuel était la nef et le clocher est implanté au-dessus du Maître Autel.
Le maître-autel vient de l'église du Collège des Jésuites de Dinant et les stalles du couvent des Dominicains de Huy.

## Description

### Extérieur
L'édifice actuel est style classique, en pierre bleue de Givet surplombé par un clocher que 
Victor Hugo dans une lettre à un ami le 1er août 1842 décrivait ainsi:

« Le clocher du petit Givet est une simple aiguille d’ardoise... »

### Intérieur
Constitué par une nef unique sans piliers centraux.
- Vitraux remarquables (1954) :
- Maître-Autel, architecture renaissance ;
- Statues des apôtres en bois doré ;
- Saint Éloi, statue en bois ;
- Crucifixion du Christ (1620), œuvre de Rubens ou Van Dyck ;

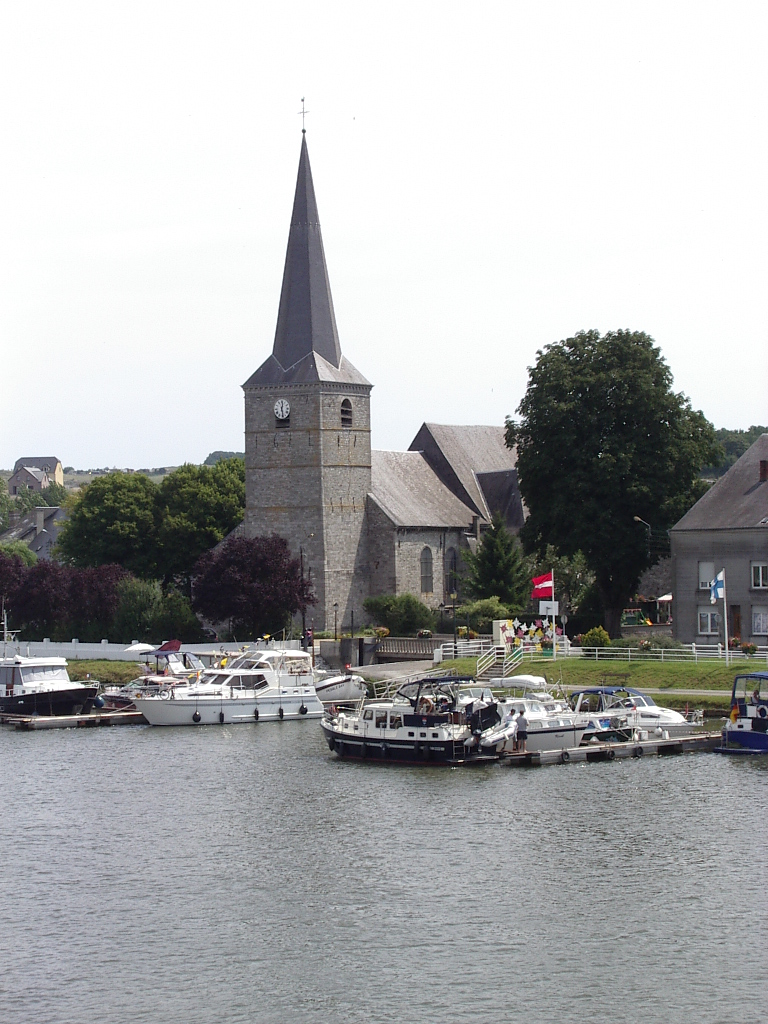
Vue de la partie sud avec le clocher saillant
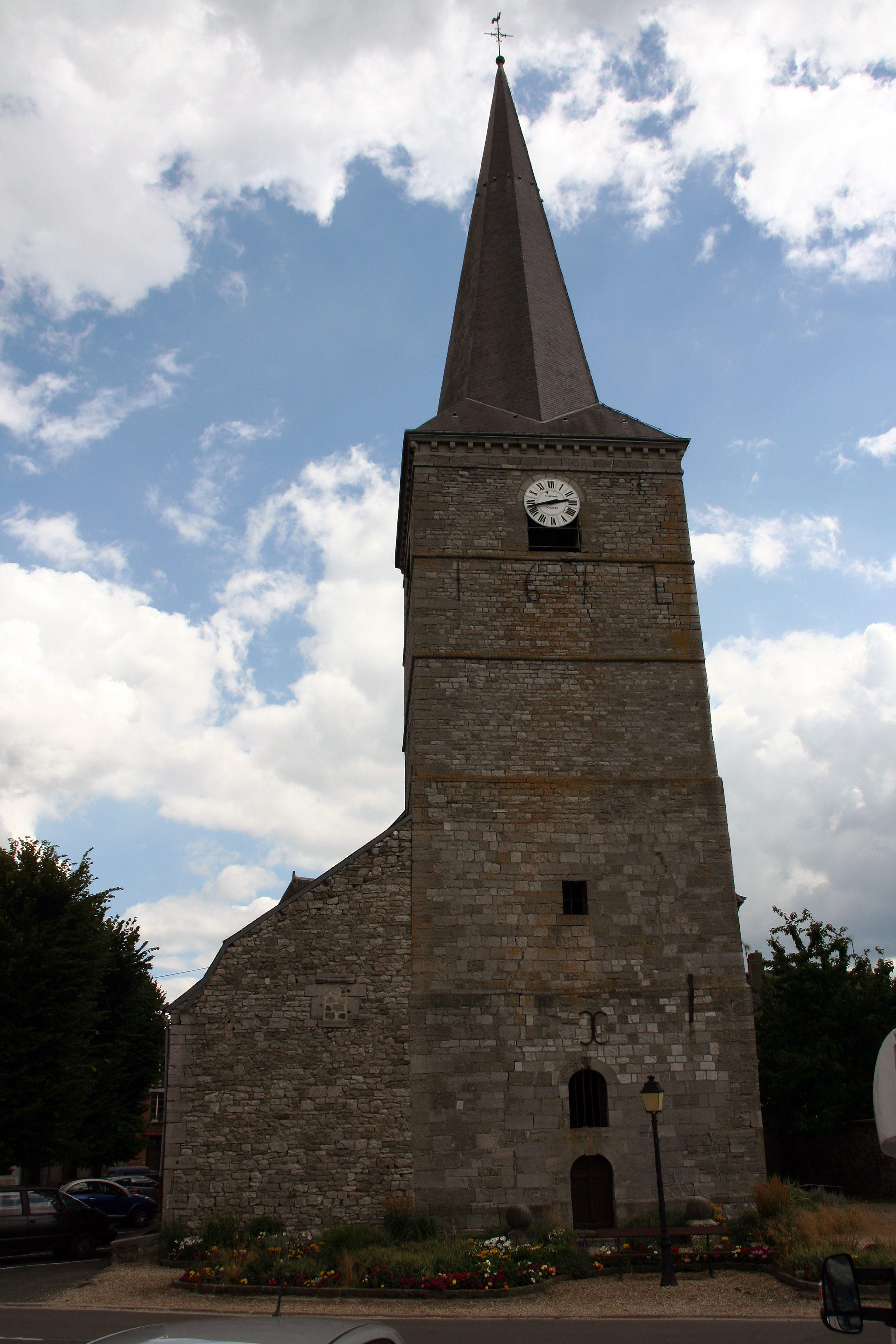
Ancienne entrée.

## Sources
- Voir bibliographie.
- Voir liens externes.